# Jeanne Paquin
Pour les articles homonymes, voir Paquin.
Jeanne Paquin, née Jeanne Beckers le 23 juin 1869 à L'Île-Saint-Denis et décédée le 28 août 1936 à Paris 7e, est une grande couturière française. Elle est l'une des premières à avoir acquis une renommée internationale, à la fin du XIXe siècle.

## Biographie

### Une couturière moderne
Née à L'Île-Saint-Denis, Jeanne Beckers commence sa formation de modeliste pour faire son apprentissage. 
En 1891, après son mariage avec Isidore Jacob, dit Paquin, elle ouvre sa propre maison de couture à Paris, 3, rue de la Paix. Ses robes du soir aux motifs « XVIIIe siècle », ses modèles ornés de fourrure ou de dentelle, lui assurent une grande notoriété. Femme d’affaires avisée, elle est l’une des premières à pressentir l’intérêt des techniques de promotion, n’hésitant pas à apparaître entourée de ses mannequins lors de soirées à l'opéra Garnier ou encore lors des jours de grands prix équestres, et à organiser de véritables défilés de mode pour promouvoir ses nouveaux modèles.
Elle préside la section Modes de l'Exposition universelle de 1900. Dans son stand, elle se fait représenter par un mannequin de cire vêtu d'un déshabillé brodé de roses d'or.

### Le développement international de la «maison Paquin»

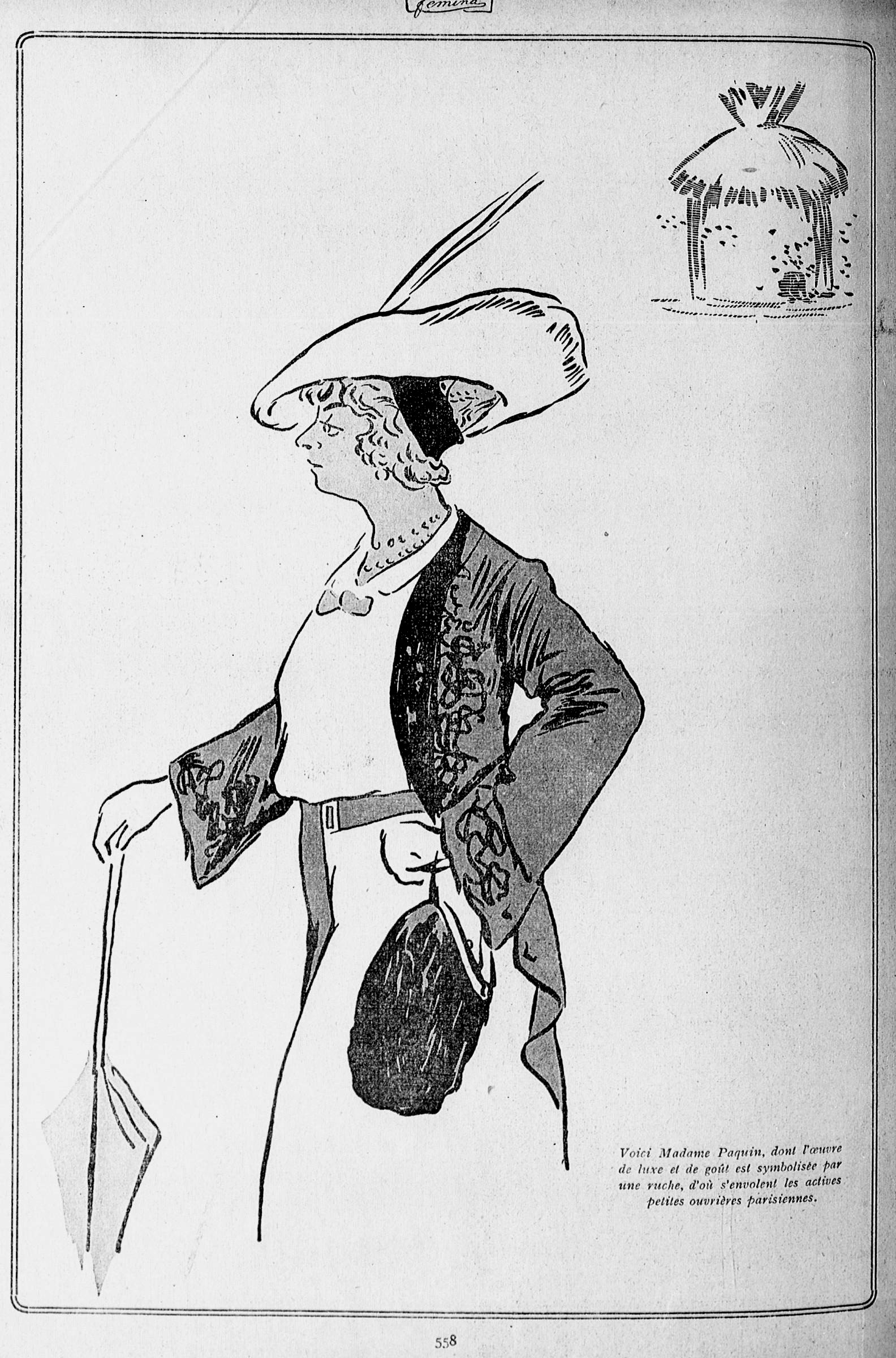
Caricature de Sem (1910).

Associée à des partenaires britanniques, Jeanne Paquin transfère, en 1896, son siège à Londres, au 39 Dover Street, tout en gardant sa succursale de Paris. En 1912, elle ouvre à New York, au 398 de la Cinquième Avenue, une boutique consacrée à la fourrure, qu’elle confie à son demi-frère, Henri Joire et dont l'agencement est réalisé par Robert Mallet-Stevens. La même année elle fait réaliser une villa au 33, rue du Mont-Valérien à Saint-Cloud (alors en Seine-et-Oise, aujourd'hui dans les Hauts-de-Seine) par l'architecte décorateur Louis Süe. Peu de temps après, deux nouvelles succursales voient le jour à Madrid et à Buenos Aires. Elle est la première grande couturière à recevoir, en 1913, la croix de la Légion d'honneur.
Si l’inspiration de Jeanne Paquin puise largement dans le passé, elle sait également s’adapter aux évolutions de l’époque, proposant un modèle de tailleur adapté à la « civilisation du métro » ou, à la veille de la Première Guerre mondiale, une robe intermédiaire entre le tailleur et le costume. Son esprit résolument moderne s’exprime encore dans sa collaboration avec Léon Bakst pour la création de costumes de théâtre.
Veuve, elle épousa en secondes noces le diplomate Joseph Noulens avec qui elle est enterrée dans la chapelle familiale du cimetière de Sorbets (Gers).

## La «maison Paquin» après le départ de Jeanne Paquin

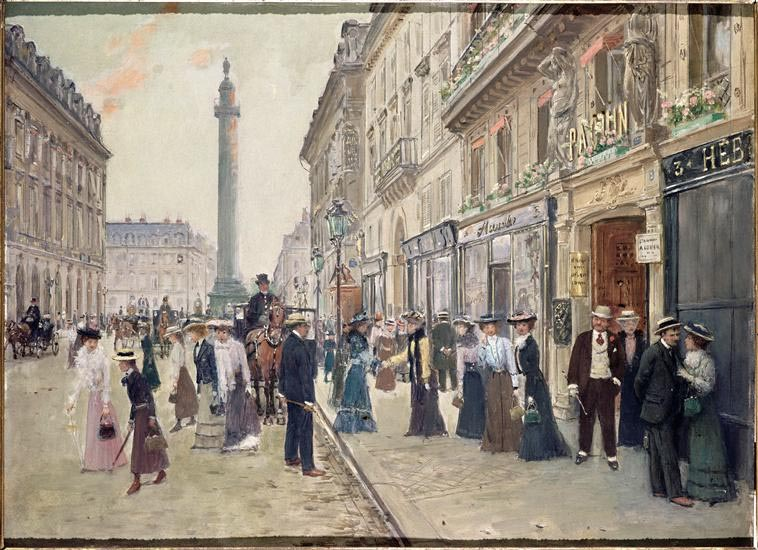
Jean Béraud, Sortie des ouvrières de la maison Paquin, rue de la Paix.

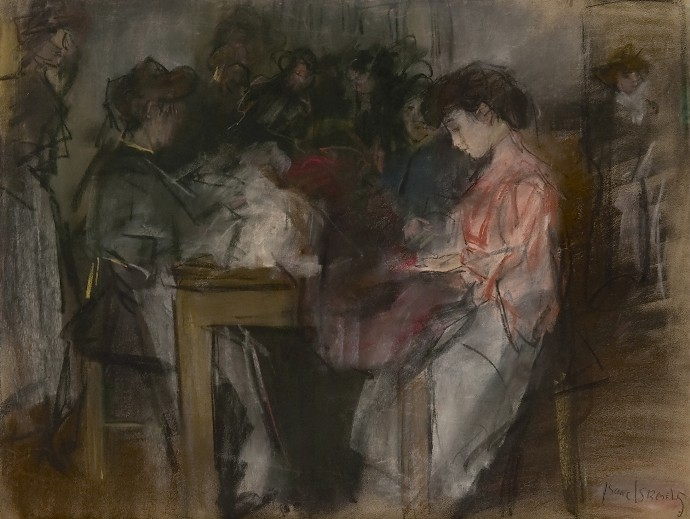
Isaac Israëls, Couturière de la maison Paquin.

Présidente de la Chambre syndicale de la couture de 1917 à 1919, Jeanne Paquin se retire en 1920, laissant l’administration de la maison à Henri Joire, et la direction artistique à Madeleine Wallis. Ana de Pombo la remplace en 1936, année de la mort de Jeanne Paquin, puis cède la place en 1942 à Antonio Canovas del Castillo.  
La direction de la maison revient ensuite à Colette Massignac, puis à Lou Claverie, qui sauront adapter le style des collections au New Look mis à la mode par Christian Dior. En 1956, la maison Paquin, essuyant de graves difficultés financières, cessera son activité.

## Postérité
La « maison Paquin » est immortalisée par la chanson de Léo Lelièvre, La Biaiseuse en 1912 (reprise notamment par Annie Cordy et Marie-Paule Belle) : « Je suis biaiseuse chez Paquin... ».
La couturière se fait construire une villa à Deauville en 1909 : le premier projet, demandé à Robert Mallet-Stevens, semblant ne pas avoir abouti, c'est finalement l'architecte Auguste Bluysen qui est retenu. Au XXIe siècle, la villa est baptisée Les Abeilles.

## Galerie de créations de Jeanne Paquin

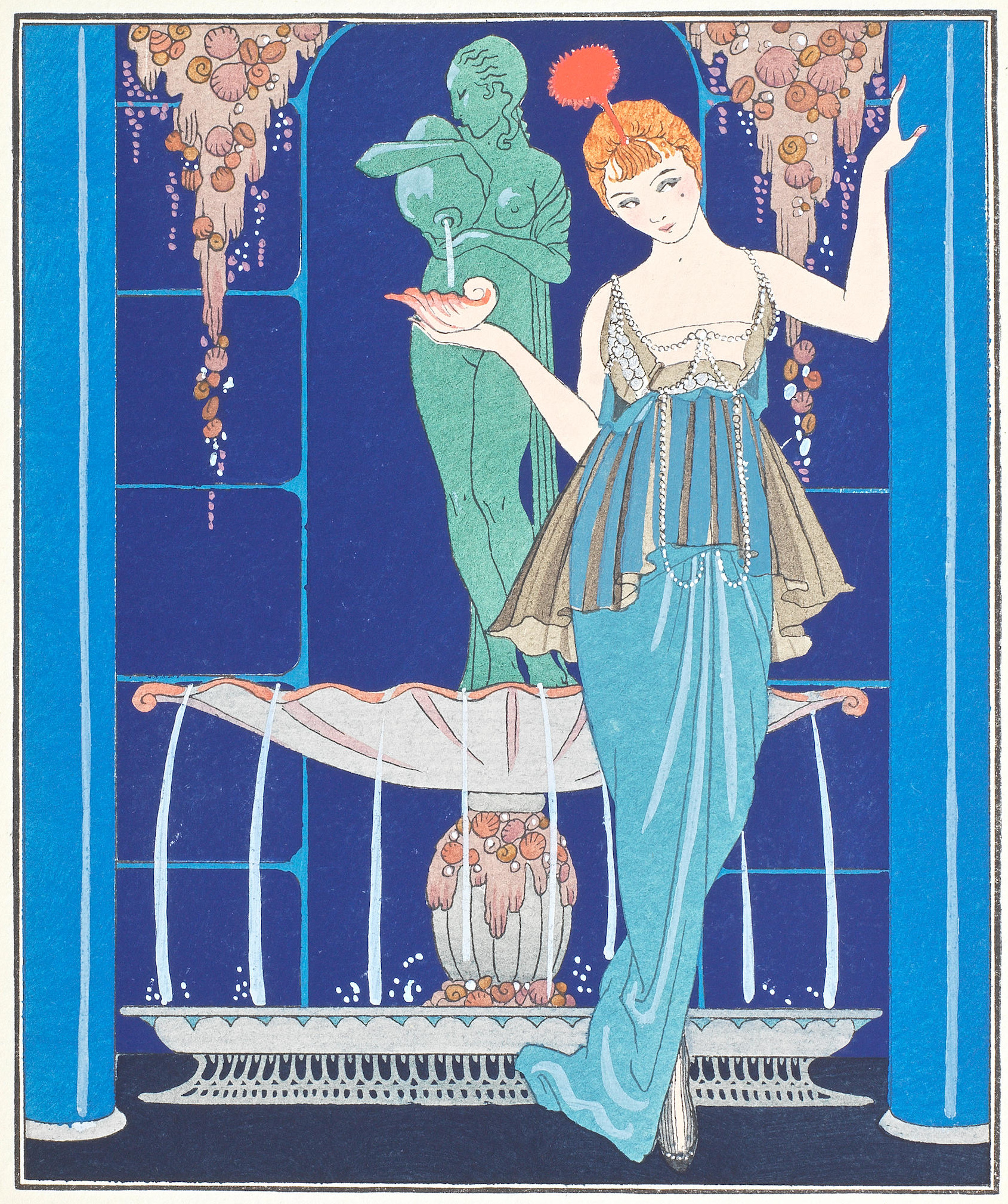
Robe Jeanne Paquin illustrée par George Barbier dans la Gazette du Bon Ton, en 1914.
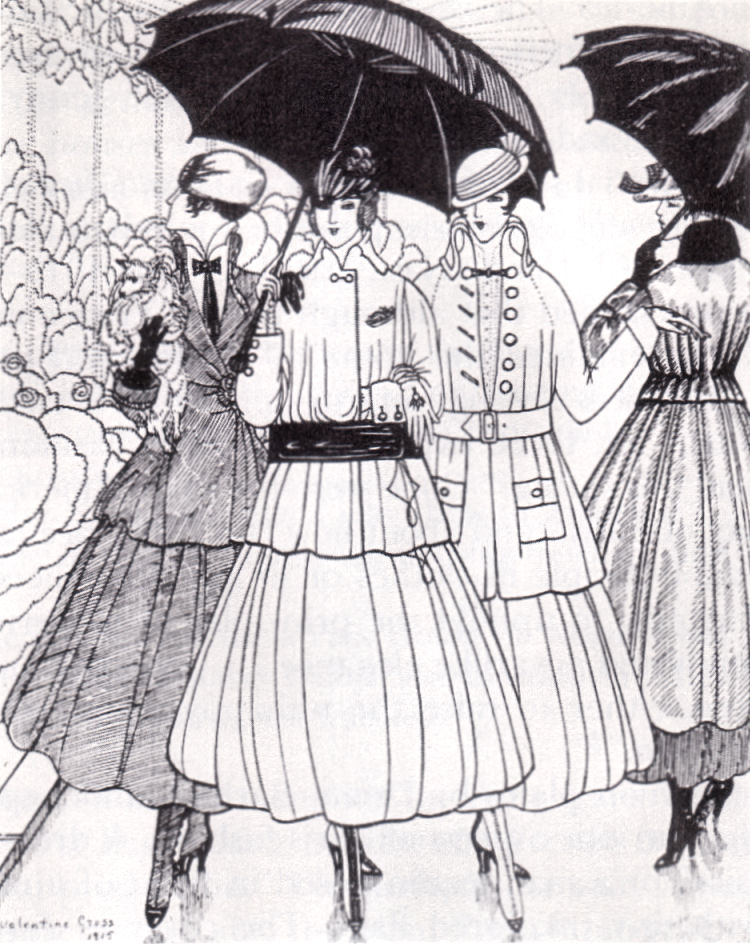
Gravure de mode de 1915 dans le magazine la Gazette du Bon Ton, par Valentine Hugo.
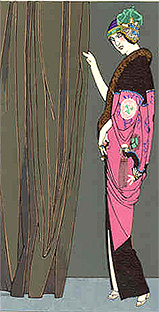
Gravure de mode de 1915 dans le magazine la Gazette du Bon Ton, par George Barbier.